# Rhinephyllum schonlandii
Rhinephyllum schonlandii är en isörtsväxtart som beskrevs av L. Bol. Rhinephyllum schonlandii ingår i släktet Rhinephyllum och familjen isörtsväxter. Inga underarter finns listade i Catalogue of Life.